# Solomon Marcus
Pour les articles homonymes, voir Marcus.
Solomon Marcus, né le 1er mars 1925 à Bacău et mort le 17 mars 2016 à Bucarest, est un mathématicien roumain.

## Biographie
Solomon Marcus est le fils de Halter et Sima Marcus, un couple de modestes tailleurs ashkénazes  de Bacău en Moldavie; il est le frère de l'historien Marius Mircu (Israël Marcus) et de l'écrivain Marcel Marcian (Morits Marcus). Dès 16 ans, en pleine guerre, Solomon Marcus, génie des nombres et des chiffres, doit aider sa famille à survivre en donnant des cours particuliers de mathématiques. N'étant ni pratiquants, ni communistes, et grâce à la bienveillance de voisins et de ses professeurs, ses parents échappent aux persécutions mais perdent la plus grande partie de leur clientèle et la famille vit dans une grande pauvreté. 
L'effondrement de la dictature fasciste et l'entrée de la Roumanie dans le camp des Alliés permettent à la famille Marcus de revivre normalement et à Solomon de poursuivre ses études. Grâce à une bourse obtenue en 1945, il peut venir à Bucarest et s'inscrire à la faculté de mathématiques de l'université. La modicité de la bourse l'oblige cependant à continuer ses cours particuliers. En 1949, alors que la dictature stalinienne est désormais bien installée (pour 40 ans), Marcus Salomon échappe aux persécutions sociales de ce régime du fait que ses parents n'avaient pas eu d'employés et ne pouvaient donc pas être accusés d'avoir été des „exploiteurs de la classe ouvrière“, et grâce à cela (et à la „neutralité politique“ de sa discipline), il obtient son doctorat en mathématiques et un poste d'enseignant dans ce domaine à l'université de Bucarest.  
Salomon Marcus devra attendre la „Libération de la Roumanie“ (qui n'intervient qu'en 1989) pour que ses capacités soient véritablement reconnues. En 1993 il devient membre correspondent de la section mathématiques de l'Académie roumaine et professeur émérite de l'université de Bucarest ; en 2001 il est académicien de plein droit. Ses domaines de recherche étaient l'analyse mathématique, la linguistique informatique et l'informatique théorique. Il a, entre autres, coécrit un article avec Paul Erdős ce qui lui donne un nombre d'Erdős de 1. Outre ses 50 livres dans plusieurs langues européennes et ses 400 articles de mathématiques, il a également publié des articles dans des domaines culturels variés comme la poésie, la linguistique, la sémiotique, l'histoire des sciences et l'éducation. Il publiait aussi sur Internet : son dernier article date du 11 février 2016 et traite de la réforme de l'enseignement.